# Club Aviación Nacional
El Club Aviación Nacional fou un club de futbol espanyol de la ciutat de Saragossa.
Va ser creat l'any 1937 per les forces aèries del bàndol franquista durant la Guerra Civil. L'any 1938 la unitat es traslladà a Saragossa per motiu de la guerra i el club hi fixà la seu. Guanyà el campionat aragonès de 1939 i participà en el Trofeu del Generalíssim de futbol del mateix any, essent eliminat pel Sevilla a quarts de final.
Acabada la guerra, el club es traslladà a Madrid i inici ar contactes amb diverses entitats de la capital per tal de poder jugar al màxim nivell. El 4 d'octubre de 1939 arribà a un acord amb l'Athletic de Madrid per integrar-se dins d'aquest club formant el Club Atlético Aviación.

## Palmarès
- Campionat d'Aragó de futbol:
  - 1939